# Butterbeans and Susie
Butterbeans and Susie war ein Vokalduo des Vaudeville und Blues.
Butterbeans and Susie bestand aus Jodie Edwards (* 19. Juli 1895, † 28. Oktober 1967) und Susie Edwards (geb. Susie Hawthorne, *1896; † 1963). Edwards begann seine Karriere 1910 als Sänger und Tänzer, Hawthorne trat in afroamerikanischen Theatern auf. 1916 lernten sich die beiden kennen, als Hawthorne im Chor der Smart Set Show sang; das Paar heiratete im folgenden Jahr. Ab Anfang der 1920er-Jahre traten sie Musikkomiker-Duo auf, tourten im Rahmen der Theater Owners Booking Association (TOBA) mit der Komiker-Paar Stringbeans and Sweetie May. Nach dem Tod von Stringbeans (eigentlich Butler May oder Budd LeMay), fragte der TOBA-Promoter Edwards, ob er den Künstlernamen Butterbeans annehmen wolle. Kurz darauf traten sie als Butterbeans and Susie auf. Ihr Programm bestand aus einer Kombination aus komischen Ehekrach-Nummern, Tanz und Gesang, wie er bei den TOBA-Touren populär war. Später wechselten die zum Vaudeville und traten mit der Blackface Minstrel-Truppe Rabbit's Foot Company auf. Außerdem nahmen Butterbeans and Susie von 1924 bis 1930 eine Reihe von Blues-Songs für Okeh Records auf, u. a. begleitet von Clarence Williams („A Married Man’s a Fool“), Joe King Oliver („Kiss Me Sweet“), Tosh Hammed und Eddie Heywood; 1926 wirkten sie bei Aufnahmen von Louis Armstrong and His Hot Five mit („He Likes It Slow“). Letzte Aufnahmen entstanden 1960 für das Label Festival; zu den Begleitmusikern gehörten u. a. Dick Vance, Sidney De Paris, Dicky Wells, Earl Warren, Eddie Heywood, Leonard Gaskin und Jimmy Crawford.
Nach dem Rückzug aus dem Musikgeschäft lebte das Paar in Chicago. Zu den bekannten Titeln des Duos zählten „Construction Gang“, „Elevator Papa, Switchboard Mama“,  „I Want a Hot Dog for My Roll“, „Jelly Roll Queen“, „Papa Ain´t No Santa Claus“, „’Tain’t None O'Your Business“, „There’ll Be Some Changes Made“ und „Yes, I’’ve Been Cheatin’“.
Der Jazzmusiker Sonny Parker ist ein Sohn von Jodie und Susie Edwards.

## Diskographische Hinweise
- Complete Recorded Works, Vol. 1 (1924-1925) (Document Records)
- Complete Recorded Works, Vol. 2 (1926 - 1927)
- Butterbeans & Susie 1924-1930: The Vocal Duets, Volume 1 (Clifford)